# Breuk (wiskunde)

Het toepassen van breuken bij het opdelen van een taart. De taart is verdeeld in vier delen, waarvan één deel is weggenomen. Elk deel is deel van de taart.

Een breuk of gebroken getal is de onuitgewerkte deling van een geheel getal, de teller, door een ander geheel getal, de noemer. De teller telt het aantal door het in de noemer gegeven geheeltallige delen. Tussen de teller en de noemer staat een streep: de breukstreep. Zo geeft in de breuk 3⁄4 de teller 3 aan dat de breuk bestaat uit 3 delen ter grootte van de door de noemer 4 aangegeven delen 1⁄4. Beschouwt men de breuk als deling, dan is de teller het deeltal en de noemer de deler. Het resultaat van de deling is het quotiënt van die twee getallen.
Men spreekt over een echte breuk wanneer de absolute waarde van de teller kleiner is dan die van de noemer, bijvoorbeeld 1⁄5 of 2⁄3, en over een onechte breuk wanneer dat niet zo is, bijvoorbeeld 1⁄1 of 6⁄5. Echte breuken hebben een waarde die absoluut gezien kleiner is dan 1, onechte breuken leveren een waarde op die absoluut gezien groter of gelijk is aan 1. Een breuk met teller 1, bijvoorbeeld 1⁄40, noemt men een stambreuk.
Een breuk is een voorstelling van een rationaal getal en ieder rationaal getal kan als breuk worden geschreven. Bij het rekenonderwijs in het basisonderwijs vormen breuken de inleiding tot het delen. Getallen die niet als breuk zijn te schrijven zijn irrationaal.
Bij een deling van een grootheid door een andere wordt net zoals bij een breuk het deeltal de teller en de deler de noemer genoemd en met een breukstreep genoteerd.
De wiskundige Simon Stevin heeft de naam noemer voor de deler in een breuk bedacht. Op basisscholen wordt het rekenen met breuken in groep 6 geïntroduceerd.

## Schrijfwijzen
Een breuk wordt genoteerd met de teller en de noemer gescheiden door een breukstreep, een horizontale (12) of een schuine streep (1⁄2), in lopende tekst ook als 1/2. 
TellerDe teller is het getal boven de streep. De teller geeft aan, telt, hoe vaak de noemer voorkomt. In de breuk 35 is 3 de teller. Als iets in een aantal gelijke stukken is verdeeld, geeft de teller 1 aan dat het om een zo'n deel gaat, 2 om twee delen enzovoort.
NoemerDe noemer is het getal onder de streep. In 35 is 5 de noemer. Is iets in een aantal gelijke stukken verdeeld, dan geeft de noemer welk deel heet. Is iets in vijf gelijke stukken verdeeld, dan is zo'n stuk een vijfde. De naam van het deel is gelijk aan het rangtelwoord van het aantal stukken waarin het is verdeeld.

## Onechte breuk
Bij onechte breuken kan de breuk als het gehele aantal keer worden geschreven dat de noemer in de teller gaat en het overblijvende deel, de rest, als echte breuk. Zo wordt 73 geschreven als 213. Het gehele deel heet ook het aliquote deel van de breuk.

## Gelijknamige breuk
Als twee breuken dezelfde noemer hebben noemt men dat gelijknamige breuken. Gelijknamige breuken kunnen worden opgeteld door de tellers bij elkaar op te tellen.
Voorbeeld{\displaystyle {\frac {3}{7}}+{\frac {2}{7}}={\frac {5}{7}}}
Als breuken niet gelijknamig zijn kunnen ze gelijknamig worden gemaakt.
Voorbeeld{\displaystyle {\frac {3}{8}}+{\frac {1}{6}}={\frac {3\times 3}{8\times 3}}+{\frac {1\times 4}{6\times 4}}={\frac {9}{24}}+{\frac {4}{24}}={\frac {13}{24}}}

### Namen
Enkele breuken hebben in het Nederlands een eigen naam:
- 12 een half
- 14 een kwart
- 34 driekwart
- 112 anderhalf

## Tiendelige breuk
Een aparte categorie wordt gevormd door de tiendelige of decimale breuken. Dat zijn breuken in het decimale talstelsel met een macht van 10 als noemer die niet als breuk worden genoteerd, maar als decimaal getal. Eerst wordt het 'gehele deel' van de breuk opgeschreven, bij echte breuken is dat 0, dan een komma en daarna de decimalen. In sommige landen wordt in plaats van een komma een punt geschreven.

### Voorbeelden
{\displaystyle {\tfrac {1}{10}}={\tfrac {1}{10^{1}}}=0{,}1} (met 1 cijfer achter de komma)
{\displaystyle {\tfrac {1}{100}}={\tfrac {1}{10^{2}}}=0{,}01} (met 2 cijfers achter de komma)
{\displaystyle {\tfrac {2}{100}}=0{,}02}
{\displaystyle 0{,}0123={\tfrac {123}{10^{4}}}={\tfrac {123}{10000}}}
{\displaystyle 3{,}14159=3{\tfrac {14159}{100000}}}

## Bewerkingen

### Vereenvoudigen
Het is het handigst voordat men breuken gaat optellen, aftrekken, vermenigvuldigen of delen ze eerst zo veel mogelijk te vereenvoudigen en bij onechte breuken, totdat alle berekeningen zijn uitgevoerd, het gehele deel niet apart te schrijven: 213 blijft 73.
Van iedere breuk bestaat een eenvoudigste vorm, waarin teller en noemer zo klein mogelijk zijn. De eenvoudigste vorm van 1339 = 13: de breuk is niet weer te geven met kleinere gehele getallen dan 1 en 3. Het 'zo klein mogelijk maken' noemt men vereenvoudigen. De efficiëntste methode is de teller en de noemer te ontbinden in priemgetallen. De gemeenschappelijke getallen boven en onder de breuklijn kan men schrappen om zo tot de verst vereenvoudigde breuk te komen.
{\displaystyle {\frac {60}{96}}={\frac {2\times 2\times 3\times 5}{2\times 2\times 2\times 2\times 2\times 3}}={\frac {(2\times 2\times 3)\times 5}{(2\times 2\times 3)\times 2\times 2\times 2}}={\frac {5}{2\times 2\times 2}}={\frac {5}{8}}}
Dit onderdeel van het rekenen met breuken wordt als het meest gecompliceerd beschouwd.
Als een breuk zo ver als mogelijk wordt vereenvoudigd, ontstaat een breuk waarvan de teller en de noemer de grootste gemene deler 1 hebben.

### Optellen
Voor het optellen van breuken moeten deze eerst gelijknamig worden gemaakt, dat wil zeggen: met hetzelfde getal in de noemer; men zegt ook "op één noemer brengen". Beide breuken moeten dezelfde noemer krijgen. Als gemeenschappelijke noemer komt het product van de afzonderlijke noemers in aanmerking, maar in het algemeen is het kleinste gemene veelvoud (kgv) beter.
Een getal verandert niet als het met 1 vermenigvuldigd wordt, dus mag men de teller en de noemer met hetzelfde getal vermenigvuldigen (dit is maal 1):
{\displaystyle {\frac {1}{2}}={\frac {1}{2}}\times 1={\frac {1}{2}}\times {\frac {3}{3}}={\frac {1\times 3}{2\times 3}}={\frac {3}{6}}}
Gelijknamig maken:
{\displaystyle {\frac {1}{3}}+{\frac {1}{4}}={4\times 1 \over 4\times 3}+{3\times 1 \over 3\times 4}={\frac {4}{12}}+{\frac {3}{12}}={\frac {7}{12}}}
{\displaystyle 1{\frac {1}{4}}+2{\frac {2}{5}}=1{5\times 1 \over 5\times 4}+2{4\times 2 \over 4\times 5}=1{\frac {5}{20}}+2{\frac {8}{20}}=3{\frac {13}{20}}}
Voorbeeld van het gebruik van het kleinste gemene veelvoud. Het kgv van 6 en 8 is 24 = 4 × 6 = 3 × 8, dus
{\displaystyle {5 \over 6}+{7 \over 8}={4\times 5 \over 4\times 6}+{3\times 7 \over 3\times 8}={\frac {20}{24}}+{\frac {21}{24}}={\frac {41}{24}}=1{\frac {17}{24}}}

### Aftrekken
Bij het aftrekken gaat men op dezelfde manier te werk:
{\displaystyle {\frac {1}{3}}-{\frac {1}{4}}={4\times 1 \over 4\times 3}-{3\times 1 \over 3\times 4}={\frac {4}{12}}-{\frac {3}{12}}={\frac {1}{12}}}

### Vermenigvuldigen

#### Met gehele getallen
Bij het vermenigvuldigen van een breuk met een geheel getal wordt de teller van de breuk met dat getal vermenigvuldigd. Voorbeelden:
{\displaystyle 3\times {1 \over 4}={3 \over 4}}
en
{\displaystyle 5\times {3 \over 7}={15 \over 7}=2{1 \over 7}}

#### Met breuken
Bij het vermenigvuldigen van een breuk met een andere breuk wordt de teller van de eerste breuk vermenigvuldigd met de teller van de tweede breuk en met de noemers gebeurt hetzelfde.
{\displaystyle {2 \over 3}\times {4 \over 7}={2\times 4 \over 3\times 7}={8 \over 21}}
Nog twee voorbeelden:
{\displaystyle {1 \over 5}\times {3 \over 7}={1\times 3 \over 5\times 7}={3 \over 35}}
{\displaystyle {5 \over 6}\times {7 \over 8}={5\times 7 \over 6\times 8}={35 \over 48}}
Het vermenigvuldigen van breuken met gehele getallen kan op dezelfde manier bekeken worden:
{\displaystyle 5={5 \over 1}}
{\displaystyle 5\times {3 \over 7}={5 \over 1}\times {3 \over 7}={{5\times 3} \over {1\times 7}}={15 \over 7}=2{1 \over 7}}

### Delen
Delen is het vermenigvuldigen met het omgekeerde. Dat houdt in dat als men een getal deelt door een breuk, zeg ab, men van die breuk de teller en de noemer verwisselt en het getal vervolgens vermenigvuldigt met de omgedraaide breuk ba. Dat geldt zowel bij het delen van hele getallen als bij het delen van breuken.
{\displaystyle 2:{\frac {1}{4}}=2\times {\frac {4}{1}}={{2\times 4} \over 1}=8}
{\displaystyle {\frac {1}{2}}:{\frac {3}{5}}={\frac {1}{2}}\times {\frac {5}{3}}={1\times 5 \over 2\times 3}={\frac {5}{6}}}
De achtergrond van deze berekening is dat men de breuk met 1 mag vermenigvuldigen zonder dat deze daardoor verandert. In het tweede voorbeeld ziet dat er als volgt uit:
{\displaystyle {\frac {1}{2}}:{\frac {3}{5}}={\frac {\frac {1}{2}}{\frac {3}{5}}}={\frac {\frac {1}{2}}{\frac {3}{5}}}\times 1={\frac {\frac {1}{2}}{\frac {3}{5}}}\times {\frac {\frac {5}{3}}{\frac {5}{3}}}={\frac {{\frac {1}{2}}\times {\frac {5}{3}}}{{\frac {3}{5}}\times {\frac {5}{3}}}}={\frac {{\frac {1}{2}}\times {\frac {5}{3}}}{\frac {3\times 5}{5\times 3}}}={\frac {{\frac {1}{2}}\times {\frac {5}{3}}}{1}}={1\times 5 \over 2\times 3}={\frac {5}{6}}}
Het eerste voorbeeld is ook als volgt toe te lichten: als men twee taarten elk in vier even grote stukken snijdt, resulteert dat in acht stukken. Ook het delen van breuken is zo te beschrijven: als men anderhalve (11⁄2 = 3⁄2) euro uitgeeft aan artikelen die een halve euro per stuk kosten, krijgt men drie van die artikelen, want 32 : 12 = 32 × 21 = 3 × 22 × 1 = 3.

## Algemene algebraïsche rekenregels
Vanaf hier wordt de punt ( · ) als vermenigvuldigingsteken gebruikt.

### Optellen en aftrekken
{\displaystyle {\frac {a}{b}}+{\frac {c}{d}}={\frac {a\cdot d+b\cdot c}{b\cdot d}}}
{\displaystyle {\frac {a}{b}}-{\frac {c}{d}}={\frac {a\cdot d-b\cdot c}{b\cdot d}}}

### Vermenigvuldigen en delen
{\displaystyle {\frac {a}{b}}\cdot {\frac {c}{d}}={\frac {a\cdot c}{b\cdot d}}}
{\displaystyle {\frac {a}{b}}:{\frac {c}{d}}={\frac {a\cdot d}{b\cdot c}}}

### Vereenvoudigen
{\displaystyle {\frac {a}{b}}={\frac {a:x}{b:x}}}

### Kruislings vermenigvuldigen
Met kruislings vermenigvuldigen kan een vergelijking tussen twee breuken worden vereenvoudigd. Daarbij wordt de noemer van het linkerlid vermenigvuldigd met de teller van het rechterlid en de teller van het linkerlid met de noemer van het rechterlid. Beide producten stelt men dan aan elkaar gelijk. De vergelijking 
{\displaystyle {\frac {9}{15}}={\frac {12}{x}}}
wordt door kruislings vermenigvuldigen vereenvoudigd tot
{\displaystyle 9x=180},
waaruit weer volgt
{\displaystyle x=20}

## Muziek
Half, kwart, achtste en dergelijke worden ook in de muziek toegepast, omdat de relatieve lengte van een muzieknoot en van een rust (korte pauze) hiermee aangeduid wordt. Een hele noot duurt vier tellen, een halve noot twee tellen, een kwartnoot één tel enzovoorts. Er bestaan ook achtste, zestiende en zelfs tweeëndertigste noten.
De maatsoort wordt eveneens met een breukgetal aangegeven; bijvoorbeeld de driekwartsmaat (3/4)-maat (wals) of de zesachtstemaat (6/8-maat), met de betekenis van respectievelijk drie kwartnoten en zes achtste noten in een maat. Tevens is het ontstaan van de toonladder gebaseerd op series breukgetallen. Ook de reine stemming gaat uit van deze getallen.

## Websites
- TD, "[microcursus] rekenen met breuken", op wetenschapsforum.nl.